# 15606 Winer
15606 Winer è un asteroide della fascia principale. Scoperto nel 2000, presenta un'orbita caratterizzata da un semiasse maggiore pari a 2,1789607 UA e da un'eccentricità di 0,1724115, inclinata di 3,72675° rispetto all'eclittica.